# Platysodes madoni
Platysodes madoni är en skalbaggsart som beskrevs av Thierry Bourgoin 1923. Platysodes madoni ingår i släktet Platysodes och familjen Cetoniidae. Inga underarter finns listade i Catalogue of Life.